# Clases de fuego
Las clases de fuego componen un sistema de categorización del fuego con respecto al tipo de material y alimento para la combustión. Se suelen categorizar con letras cada una de las clases según el tipo de incendio, pero estas clases difieren entre territorios; existen normativas distinta para Estados Unidos, Europa y Australia. La clase de fuego se utiliza para determinar los tipos de agentes extintores que se pueden utilizar para esa categoría.

## Combustibles ordinarios: Clase A (EE.UU./UE/AU)
Los incendios de clase A consisten en combustibles comunes como madera, papel, telas y la mayoría de los tipos de basura. Pueden extinguirse con agua, supresión química húmeda o polvo químico seco.

## Líquidos inflamables: Clase B (EE.UU./UE/AU)

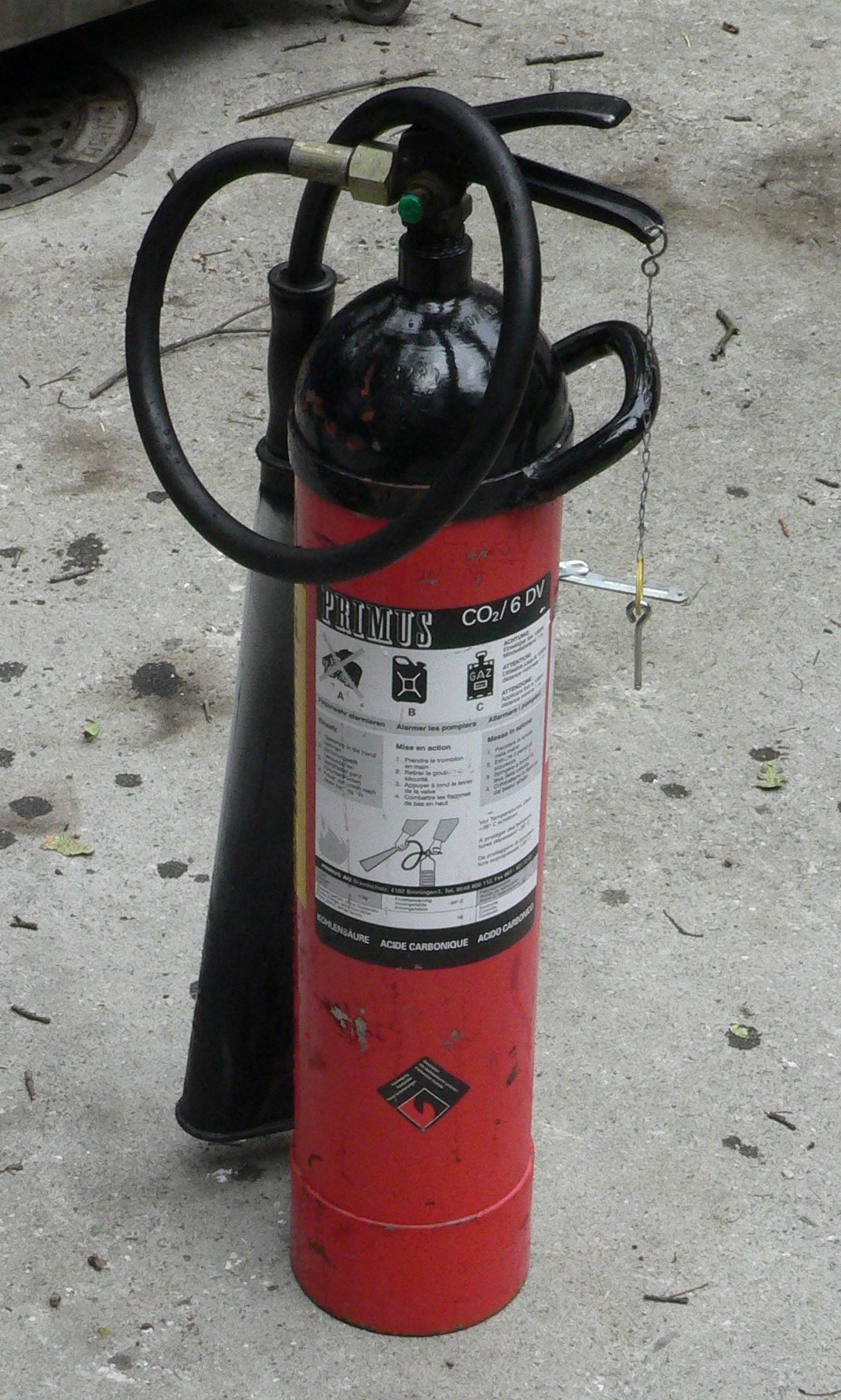
Un extintor de dióxido de carbono clasificado para líquidos y gases inflamables.

Los incendios de clase B son aquellos en los que el combustible es inflamable o líquido combustible. El sistema estadounidense incluye gases inflamables en su «Clase B». En el sistema europeo/australiano, los líquidos inflamables se denominan «Clase B» y tienen un punto de inflamación inferior a 100 °C (212 °F). Estos incendios siguen el mismo cuadrado de fuego básico (calor, combustible, oxígeno, reacción química) que los incendios de combustibles ordinarios, excepto que el combustible en cuestión es un líquido inflamable como la gasolina o un gas como el gas natural. Nunca se debe utilizar un chorro sólido de agua para extinguir este tipo porque puede hacer que el combustible se disperse y propague las llamas.
La forma más eficaz de extinguir un incendio líquido es inhibir la reacción química en cadena del incendio, lo que se puede realizar mediante agentes extintores de químico seco o halones. También es eficaz extinguirlo con CO2 o, en el caso de líquidos, espuma. Los halones han perdido popularidad en los últimos tiempos (excepto en los sistemas de extinción de incendios de los aviones) porque son un material nocivo para la capa de ozono; el protocolo de Montreal declara que ya no se deben utilizar halones. Ahora se recomiendan productos químicos como el FM-200 como supresores halogenados.

## Gases inflamables: Clase B (EE. UU.) / Clase C (UE/AU)
Los incendios en los que el combustible es inflamable o gaseoso se clasifican como «Clase C» en el sistema europeo/australiano, pero son de la «Clase B», junto con los líquidos, en el sistema estadounidense. Debido a la naturaleza gaseosa del combustible, estos incendios son difíciles de extinguir. Las técnicas más efectivas para controlar un incendio de gas inflamable son detener el flujo de combustible (cerrando los grifos o válvulas de gas) o desplazar el oxígeno. El control de incendios que involucran gases inflamables cuando la fuente de gas no puede controlarse debe realizarse con cuidado. Si las llamas se extinguen, pero el gas continúa abierto, se puede crear una atmósfera explosiva y el gas puede encontrar una fuente para volver a encenderse fuera de su origen. Las estrategias empleadas para controlar estos incendios pueden incluir intentar dirigir o contener el fuego para evitar la ignición de otros combustibles mientras se trabaja para controlar el suministro de combustible.

## Metales: Clase D (EE. UU./UE/AU)
Los incendios de clase D involucran metales combustibles, especialmente metales alcalinos como el litio y el potasio, metales alcalinotérreos como el magnesio y elementos del grupo 4 como titanio y circonio.
Los incendios de metales representan un peligro único porque las personas no son conscientes de las características de estos incendios y no están preparadas adecuadamente para combatirlos. Además no siempre está claro qué tipo de metal se quema. Por lo tanto, incluso un pequeño incendio de metal puede propagarse y convertirse en un incendio más grande, expandiéndose a materiales combustibles comunes circundantes. Ciertos metales se inflaman en contacto con el aire o el agua (por ejemplo, el sodio), lo que agrava este riesgo. Las masas monolíticas de metales combustibles no suelen representar grandes riesgos de incendio porque el calor se aleja de los puntos calientes con tanta eficiencia que no se puede mantener el calor de combustión. En consecuencia, se requiere una cantidad significativa de energía térmica para encender una masa de metal combustible. Generalmente, los incendios de metales son un peligro cuando el metal se encuentra en forma de fragmetado o en virutas de máquinas u otros metales finos, que se queman con mayor rapidez que los bloques más grandes debido a su mayor relación superficie-volumen. Los incendios de metales pueden encenderse con las mismas fuentes de ignición que provocarían otros incendios comunes.
Se debe tener especial cuidado al extinguir incendios de metales. El agua y otros agentes comunes contraincendios pueden exacerbar los incendios de metales y empeorarlos. La Asociación Nacional de Protección contra Incendios recomienda que los incendios de metales se combatan con agentes extintores de polvo seco que actúan sofocando y absorbiendo el calor. Además, dependiendo del metal hace falta un agente extintor y, para un metal en particular, los agentes no necesariamente pueden sustituirse entre sí. Los agentes más comunes son los gránulos de cloruro de sodio y el polvo de grafito. En los últimos años también se ha empezado a utilizar cobre en polvo. Estos extintores de polvo seco no deben confundirse con los que contienen agentes químicos secos. No son lo mismo y solo se debe utilizar polvo seco para extinguir un fuego de metal. El uso de un extintor de químico seco por error, en lugar de polvo seco, puede resultar ineficaz o incluso aumentar la intensidad de un incendio de metal.

## Eléctrico: Clase C (EE. UU.) / Clase E (AU) / Sin clasificar (UE)

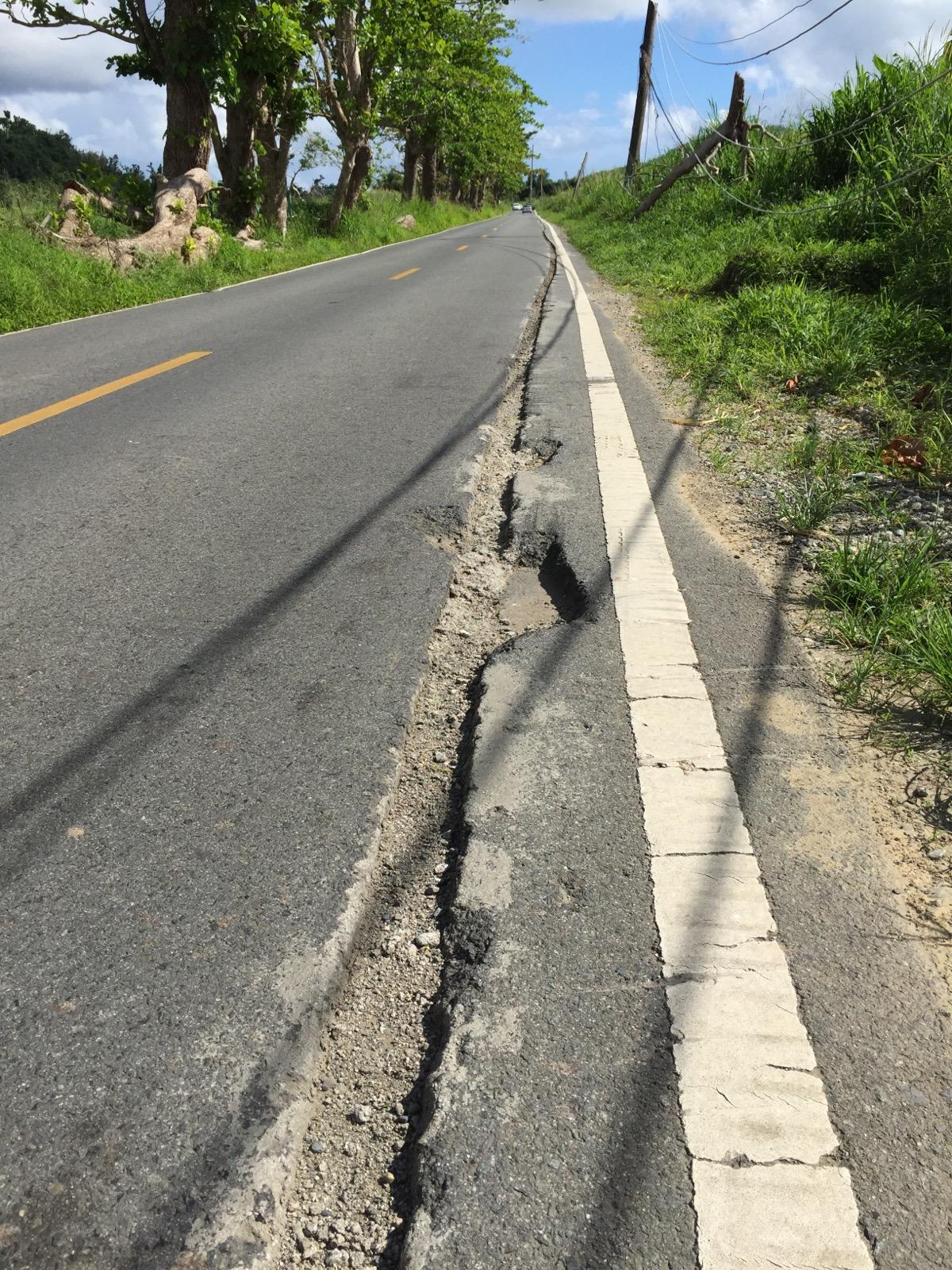
Daños en la carretera por un incendio eléctrico causado por una línea eléctrica caída energizada, causada por el huracán María en Puerto Rico.

Los incendios provocados por electricidad tienen clasificaciones diferentes en cada uno de los tres sistemas. Se clasifican como fuego de «Clase E» en el sistema australiano, «Clase C» en el sistema americano, y según el tipo de combustible encendido según el sistema europeo (que anteriormente compartía la clasificación de «Clase E» con el sistema australiano). Los incendios eléctricos son incendios que involucran equipos eléctricos potencialmente energizados. Este tipo de incendio puede deberse a un cortocircuito en la maquinaria o a cables eléctricos sobrecargados. Estos incendios pueden representar un peligro grave para los bomberos que utilizan agua u otros agentes conductores, ya que la electricidad puede conducirse desde el fuego, a través del agua, hasta el cuerpo del bombero y posteriormente a la tierra. Las descargas eléctricas han causado muchas muertes de bomberos.

## Aceites y grasas de cocina (fuegos de cocina): Clase F (UE/AU) / Clase K (EE. UU.)

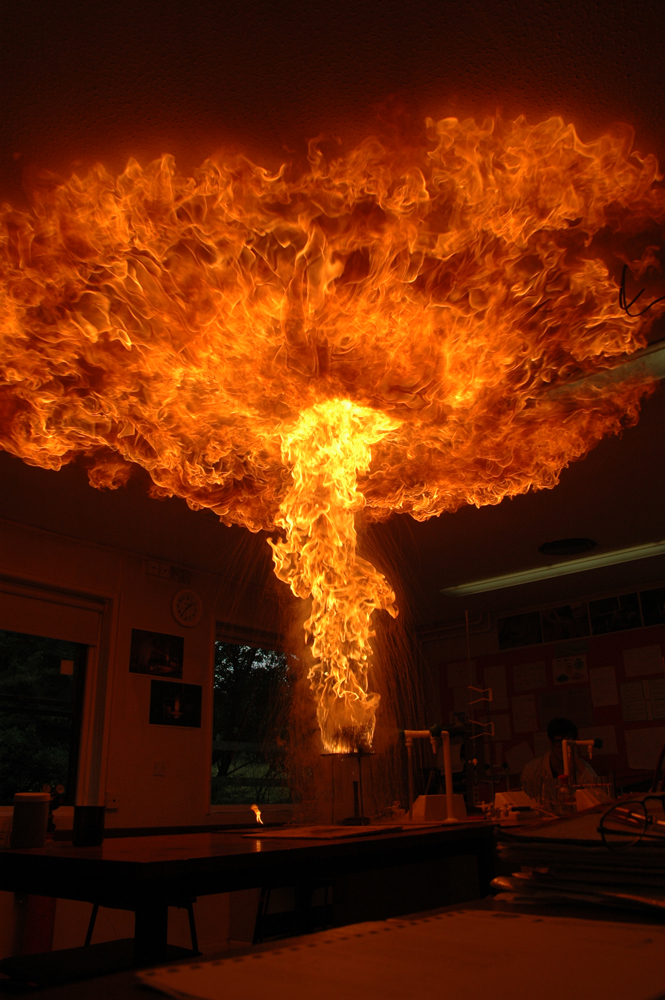
Simulación en laboratorio de un incendio de una sartén. Para realizar la práctica se calienta un vaso que contiene cera hasta que se incendia. Luego se vierte una pequeña cantidad de agua en el vaso. El agua se vaporiza instantáneamente, expandiéndose a 1700 veces su volumen, expulsando al aire una columna de cera líquida ardiente.

Los incendios relacionados con aceites y grasas de cocina se clasifican como «Clase F» según los sistemas europeo y australiano y «Clase K» según el sistema americano. Aunque estos incendios son técnicamente una subclase de la clase de líquidos/gases inflamables, las características especiales de estos tipos de incendios, es decir, el mayor punto de inflamación, se consideran lo suficientemente importantes como para reconocerse por separado. Algunos extintores especiales diseñados para este uso sofocan el fuego convirtiendo el aceite en espuma. Al igual que con los incendios de Clase B, nunca se debe utilizar un chorro sólido de agua para extinguir este fuego, porque puede hacer que el combustible se disperse y propague las llamas. Las cocinas comerciales también pueden tener un sistema de extinción de incendios integrado en la campana extractora para liberar un agente extintor sobre la fuente del incendio, liberándolo automáticamente mediante un fusible o manualmente usando una estación de accionamiento. A veces se utilizan mantas ignífugas para apagar un incendio en una sartén u horno de cocina..